# District de La Charité
Le district de La Charité est une ancienne division territoriale française du département de la Nièvre de 1790 à 1795.
Il est composé des cantons de La Charité, Beaumont, Champlemy, Chateauneuf, Pouilly et Premery.